# Kizomba, Festa da Raça
Kizomba, Festa da Raça foi o enredo apresentado pela Unidos de Vila Isabel no desfile das escolas de samba do Rio de Janeiro do carnaval de 1988. Com o desfile, a escola conquistou o seu primeiro título de campeã do carnaval carioca, aos 41 anos de existência. O samba-enredo homônimo foi composto por Rodolpho de Souza, Jonas Rodrigues e Luiz Carlos da Vila, e interpretado no desfile por Gera, com apoio de Jorge Tropical. O desfile teve ainda Carlinhos Brilhante e Mariazinha estreando no posto de primeiro casal de mestre-sala e porta-bandeira; e Mestre Mug comandando os 320 ritmistas da Bateria.
O enredo do desfile foi desenvolvido pelo cantor e compositor Martinho da Vila, com base nos eventos de celebração da cultura afro-brasileira produzidos por ele próprio em anos anteriores. O desfile foi confeccionado pelos carnavalescos Milton Siqueira, Paulo César Cardoso e Ilvamar Magalhães. Após a saída de seu patrono, Capitão Guimarães, a escola entrou em crise financeira e perdeu o local de ensaio, tendo que ensaiar na rua. Com poucos recursos financeiros, os carnavalescos optaram por utilizar materiais baratos, como palha, sisal e tecidos estampados. A presidente da escola, Ruça, optou por um desfile politizado, que transformasse a celebração do centenário da Lei Áurea em uma manifestação contra o racismo.
A Vila Isabel foi a sexta escola a se apresentar na segunda noite do Grupo 1, iniciando seu desfile na madrugada da terça-feira de carnaval, dia 16 de fevereiro de 1988. O desfile teve a participação massiva de componentes negros e a presença de artistas e intelectuais, inclusive de outras escolas de samba, como Neguinho da Beija-Flor, a mangueirense Alcione e o portelense Jerônimo Patrocínio; além das crianças do Império do Futuro, escola de samba mirim do Império Serrano. O desfile foi aclamado por especialistas, que apontaram a Vila entre as favoritas ao título de campeã. A Vila ainda recebeu cinco prêmios do Estandarte de Ouro: Melhor Escola; Melhor Samba-enredo; Melhor Enredo; Melhor Bateria; e Melhor Ala de Crianças.
Confirmando a expectativa, a Vila venceu o carnaval com um ponto de vantagem sobre a vice-campeã, Mangueira. A escola perdeu apenas um ponto, no quesito Alegorias e Adereços. O Desfile das Campeãs de 1988 foi cancelado em luto pelas mortes causadas por um temporal que deixou o Rio de Janeiro em estado de calamidade pública na véspera da apresentação. Com isso, o desfile campeão foi realizado apenas uma vez, algo inédito desde a inauguração do Sambódromo. Tanto o desfile quanto o samba-enredo são comumente listados entre os melhores da história do carnaval. O desfile ganhou documentário, livro e diversas reedições por outras escolas ao longo dos anos.

## Antecedentes
Fundada em 1946, a Unidos de Vila Isabel conquistou seu melhor resultado no carnaval em 1985, quando se classificou em terceiro lugar. Em 1986, enfrentou problemas em seu desfile, ficando na décima primeira colocação. No carnaval de 1987, realizou um elogiado desfile, sendo apontada entre as favoritas ao título, mas se classificou apenas na quinta colocação. Nos três anos, a escola realizou desfiles luxuosos, com o apoio financeiro do seu presidente, o contraventor do jogo do bicho, Capitão Guimarães. Após o desfile de 1987, Guimarães deixou a Vila Isabel para assumir a presidência da LIESA, a liga organizadora dos desfiles. O cantor e compositor Martinho da Vila indicou a sua esposa, Lícia Maria Maciel Caniné, conhecida como Ruça, ao posto de presidente da escola. O conselho deliberativo da Vila aprovou a indicação, elegendo Ruça como nova presidente da Vila. Ruça frequentava a escola desde o final da década de 1960, quando conheceu Martinho. Sem o dinheiro de Capitão Guimarães, a Vila foi despejada do antigo campo do America Football Club e não conseguiu alugar outra sede para ficar. Sem quadra, a escola realizou seus ensaios no Boulevard 28 de Setembro.

## O enredo

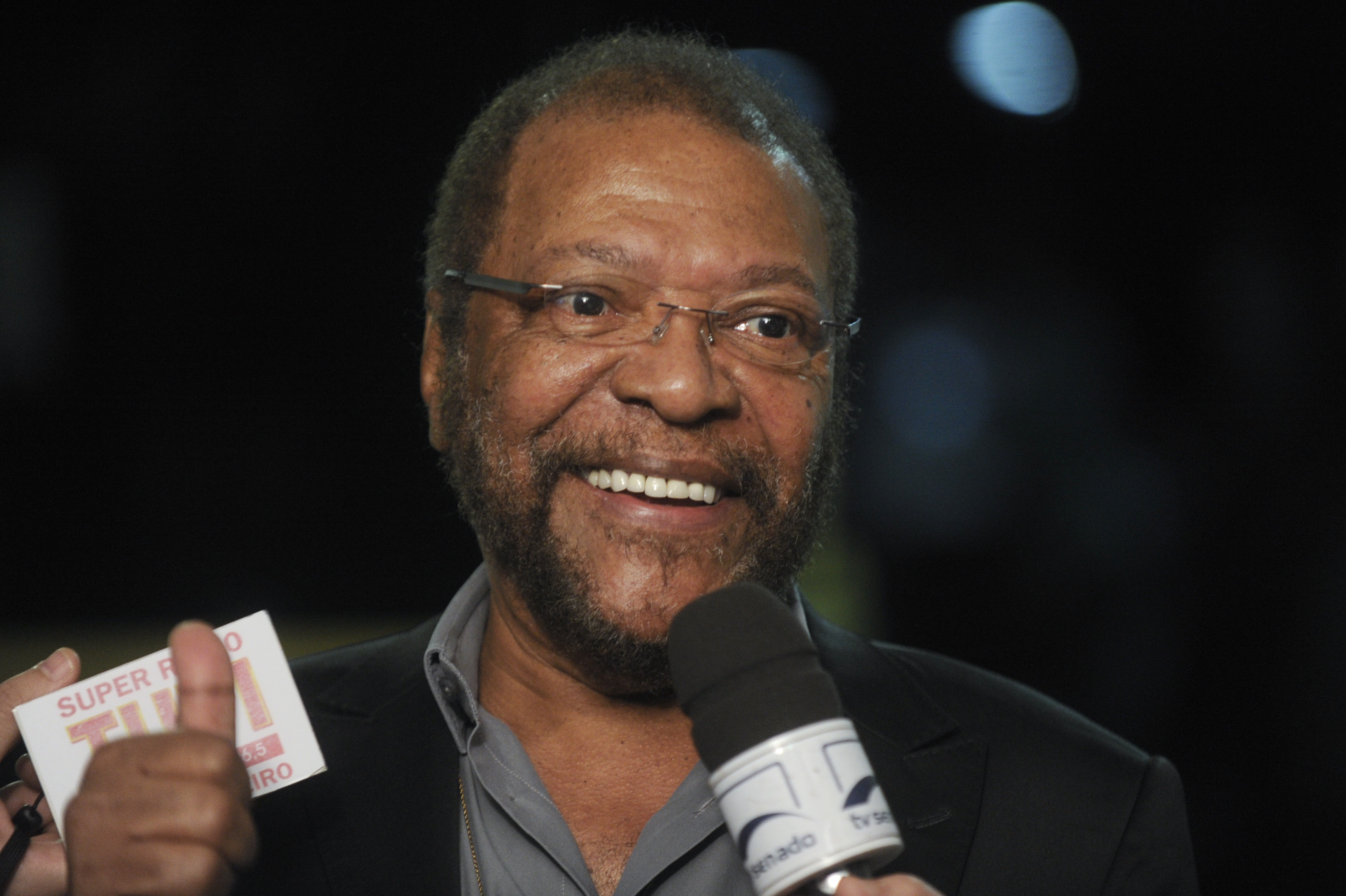
Martinho da Vila, autor do enredo.

"Kizomba, Festa da Raça" foi desenvolvido por Martinho da Vila. O enredo celebrou a cultura afro-brasileira e o centenário da Abolição da Escravatura no Brasil. O ano de 1988 marcou o centenário de assinatura da Lei Áurea, promulgada em 13 de maio de 1888. Algumas escolas de samba abordaram o centenário em seus enredos. No Grupo 1, além da Vila, Beija-Flor, Mangueira e Tradição também realizaram desfiles inspirados no tema. Segundo a sinopse do enredo, escrita por Martinho, "Kizomba é uma palavra do Kimbundo, uma das línguas da República Popular de Angola. Significa encontro de pessoas que se identificam numa festa de confraternização. Do ritual da Kizomba fazem parte inerentes o canto, a dança, a comida, a bebida, além de conversações em reuniões e palestras que objetivam a meditação sobre problemas comuns. Ainda segundo a sinopse, o enredo "conclama uma meditação sobre a influência negra da cultura universal, a situação do negro no mundo, a abolição da escravatura, a reafirmação de Zumbi dos Palmares como símbolo de liberdade do Brasil. Informa-se sobre líderes revolucionários e pacifistas de outros países, conduza-se a uma reflexão sobre a participação do negro na sociedade brasileira, suas ansiedades, sua religião e protesta-se contra a discriminação racial no Brasil e manifesta-se contra a apartheid na África do Sul, ao mesmo tempo que come-se, bebe-se, dança-se e reza-se, porque, acima de tudo Kizomba é uma festa, a festa da raça negra". A escolha do enredo foi resultado de um processo que se iniciou nas viagens de Martinho e Ruça pela África. Apaixonado pela cultura africana, Martinho criou e liderou o Grupo Kizomba, que promoveu encontros internacionais de arte negra no Brasil durante a década de 1980. Em 1982 foi realizado o show "Canto Livre de Angola", que reuniu diversos artistas angolanos em apresentações realizadas no Rio de Janeiro, em São Paulo e Salvador. O show virou álbum, lançado em 1983, e inspirou o enredo da Vila Isabel para o carnaval de 2012. Em 1984 foi realizado o "Kizomba: Encontro Internacional de Arte Negra", que ganhou uma segunda edição em 1986. Posteriormente, haveria a criação do projeto Concerto Negro, junto com o maestro Leonardo Bruno. O desfile de 1988 foi idealizado por Martinho como parte desses eventos de celebração à cultura afro-brasileira; enquanto Ruça optou por um desfile politizado, que transformasse a celebração do centenário da Lei Áurea em uma manifestação contra o racismo.

## O samba-enredo

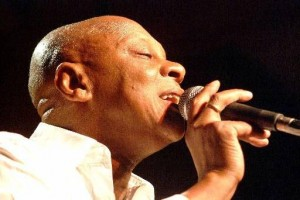
Luiz Carlos da Vila é um dos autores do samba-enredo do desfile.

O samba-enredo do desfile foi composto por Rodolpho de Souza, Jonas Rodrigues e Luiz Carlos da Vila. A obra foi escolhida num concurso, coordenado por Martinho da Vila, que reuniu diversos concorrentes concorrentes. A final da disputa teve, além do samba vencedor, outras duas obras: uma assinada por Ovídio e Azo (autores do samba de 1987 junto com Martinho); e outra assinada por Sidney Sã, Miro Jr., Wilson Caetano, Claudinho de Orvalho e Arthurzinho Só. Com a vitória na disputa, Rodolpho assinou seu décimo samba na Vila. O compositor também é autor de outros clássicos da escola, como "Sonho de Um Sonho" (1980) e "Yá-yá do Cais Dourado" (1969), ambos em parceria com Martinho. Jonas assinou seu quinto samba na Vila; enquanto Luiz Carlos assinou sua segunda obra na agremiação. "Kizomba" foi o último samba assinado pelos três compositores na escola. O samba foi oficialmente lançado no álbum Sambas de Enredo das Escolas de Samba do Grupo 1A - Carnaval 88, com interpretação de Gera.
"Os compositores não sabiam direito do que se tratava e alguns até me perguntaram se era 'quizumba', sinônimo de confusão [...] Eu dizia que queria algo emocionante e que não viessem com 'oba-oba' porque senão eu entraria na disputa".
— Martinho da Vila, sobre o concurso que elegeu o samba do desfile.

### Letra
A letra do samba começa exaltando Zumbi dos Palmares e seus ideais de luta que "influenciaram a Abolição". Com esse início, o samba delega o protagonismo da Abolição da escravatura no Brasil à luta de negros e abolicionistas, influenciados pelos ideais de Zumbi ("Valeu Zumbi / O grito forte dos Palmares / Que correu terras céus e mares / Influenciando a Abolição"). A seguir, o samba cita ritmos da cultura afro como o jongo, o maracatu e o caxambu ("Zumbi valeu / Hoje a Vila é kizomba / É batuque, canto e dança / Jongo e Maracatu / Vem menininha pra dançar o Caxambu / Vem menininha pra dançar o Caxambu"). Em seguida, a letra cita a Escrava Anastácia e homenageia a cantora Clementina de Jesus, morta em 1987 (Ôô, ôô, nega mina / Anastácia não se deixou escravizar / Ôô, ôô, Clementina / O pagode é o partido popular"). Nos versos seguintes, o samba convoca "toda a massa" para a kizomba da Vila, deixando claro que, apesar de ser uma celebração da raça negra, todas as raças são bem vindas. Há também uma menção à Constituição brasileira de 1988, que na época estava em processo de fundamentação, vindo a ser promulgada em 5 de outubro de 1988 ("Sacerdote ergue a taça / Convocando toda a massa / Nesse evento que congraça / Gente de todas as raças / Numa mesma emoção / Esta kizomba é nossa constituição / Esta kizomba é nossa constituição"). Os versos seguintes seguem celebrando a raça negra, com destaque para a religiosidade, a arte e a cultura ("Que magia / Reza, ajeum e orixás / Tem a força da cultura / Tem a arte e a bravura / E um bom jogo de cintura / Faz valer seus ideais / E a beleza pura dos seus rituais"). O refrão final do samba faz um jogo de palavras para expressar o desejo da Vila em ter uma quadra ("Nossa sede é nossa sede"). O refrão também clama pelo fim do Apartheid, regime de segregação racial implementado na África do Sul em 1948 pelo pastor protestante Daniel François Malan — então primeiro-ministro —, e adotado até 1994 pelos sucessivos governos do Partido Nacional, no qual os direitos da população negra foram cerceados pela minoria branca no poder ("Vem a lua de Luanda / Para iluminar a rua / Nossa sede é nossa sede / De que o Apartheid se destrua").

### Regravações
Ao longo dos anos, o samba foi regravado por diversos artistas.
| Ano  | Artista             | Álbum                                          | Ref.   |
| ---- | ------------------- | ---------------------------------------------- | ------ |
| 1988 | Martinho da Vila    | Festa da Raça                                  | [ 15 ] |
| 1988 | Emílio Santiago     | Aquarela Brasileira                            | [ 16 ] |
| 1990 | Banda Reflexu's     | Bahia de Todos os Sons                         | [ 17 ] |
| 2005 | Luiz Carlos da Vila | Um Cantar à Vontade                            | [ 18 ] |
| 2006 | Gera                | Os Sambas da Vila Isabel                       | [ 19 ] |
| 2007 | Dudu Nobre          | Os Mais Belos Sambas Enredo de Todos os Tempos | [ 20 ] |
| 2010 | Mart'nália          | Em África                                      | [ 21 ] |
| 2015 | Galocantô           | Galocantô Canta Luiz Carlos da Vila            | [ 22 ] |
| 2018 | Martinho da Vila    | Alô Vila Isabeeeel!!!                          | [ 23 ] |

## O desfile
Martinho da Vila convidou Fernando Pamplona para fazer o desfile, mas o carnavalesco, que já estava aposentado, preferiu não retornar às atividades carnavalescas. Martinho entrevistou diversos outros carnavalescos, escolhendo Milton Siqueira (Miltinho) para confeccionar o desfile. Ainda no início dos preparativos para o carnaval, Miltinho descobriu que estava com AIDS. O carnavalesco desenhou as fantasias e fez maquetes de isopor das alegorias, mas não conseguiu continuar o projeto devido às constantes internações para tratar da doença. Os carnavalescos Paulo César Cardoso e Ilvamar Magalhães foram convidados para continuar o trabalho. Os dois fizeram pequenas modificações no projeto de Miltinho, mantendo a proposta estética do carnavalesco. Miltinho seguiu acompanhando a escola nos ensaios e esteve presente no desfile. Com poucos recursos financeiros, os carnavalescos optaram por utilizar materiais baratos, como palha, sisal e tecidos com estampas de inspiração africana. Para economizar nas fantasias, foram convidados grupos afros, que desfilaram com suas próprias vestimentas. Muitas alas desfilaram com túnicas estampadas, de confecção mais simples e mais barata. A Vila Isabel foi a sexta das oito escolas que se apresentaram na segunda noite do Grupo 1, iniciando seu desfile por volta das cinco horas da manhã da terça-feira de carnaval, dia 16 de fevereiro de 1988. O desfile foi dividido em quatro partes e contou com a participação de três mil e duzentos componentes, distribuídos em trinta alas.

### Roteiro
"A África"

O início do desfile com Paulo Brazão representando um Soba num trono. Logo atrás, a Comissão de Frente e o pede-passagem.

A primeira parte do desfile simbolizou o continente africano antes do tráfico negreiro. O desfile foi aberto por Paulo Brazão, compositor e um dos fundadores da escola, que desfilou usando uma túnica branca, sentado em um trono azul, representando um Soba, o chefe das aldeias em Angola. Logo em seguida, desfilou a Comissão de Frente, coreografada por Éder Jô. Quinze homens negros, representando "guerreiros africanos", vestiam fantasias adornadas com búzios, contas, penas de ema e rabo de galo, e seguravam reproduções de lanças e escudos. Os sapatos dos integrantes não ficaram prontos para o desfile. Para improvisar, eles amarraram cordas nos pés, simulando uma sandália de couro. Após a Comissão, desfilou um carro "pede-passagem" com uma coroa (símbolo da escola) prateada giratória. Na frente da coroa, um letreiro com o nome da escola. Atrás da coroa, um arco com o letreiro contendo o título do enredo. O portelense Jerônimo Patrocínio desfilou no "pede-passagem". Em seguida, na primeira ala do desfile, componentes desfilaram com fantasias confeccionadas em palha, representando os africanos.

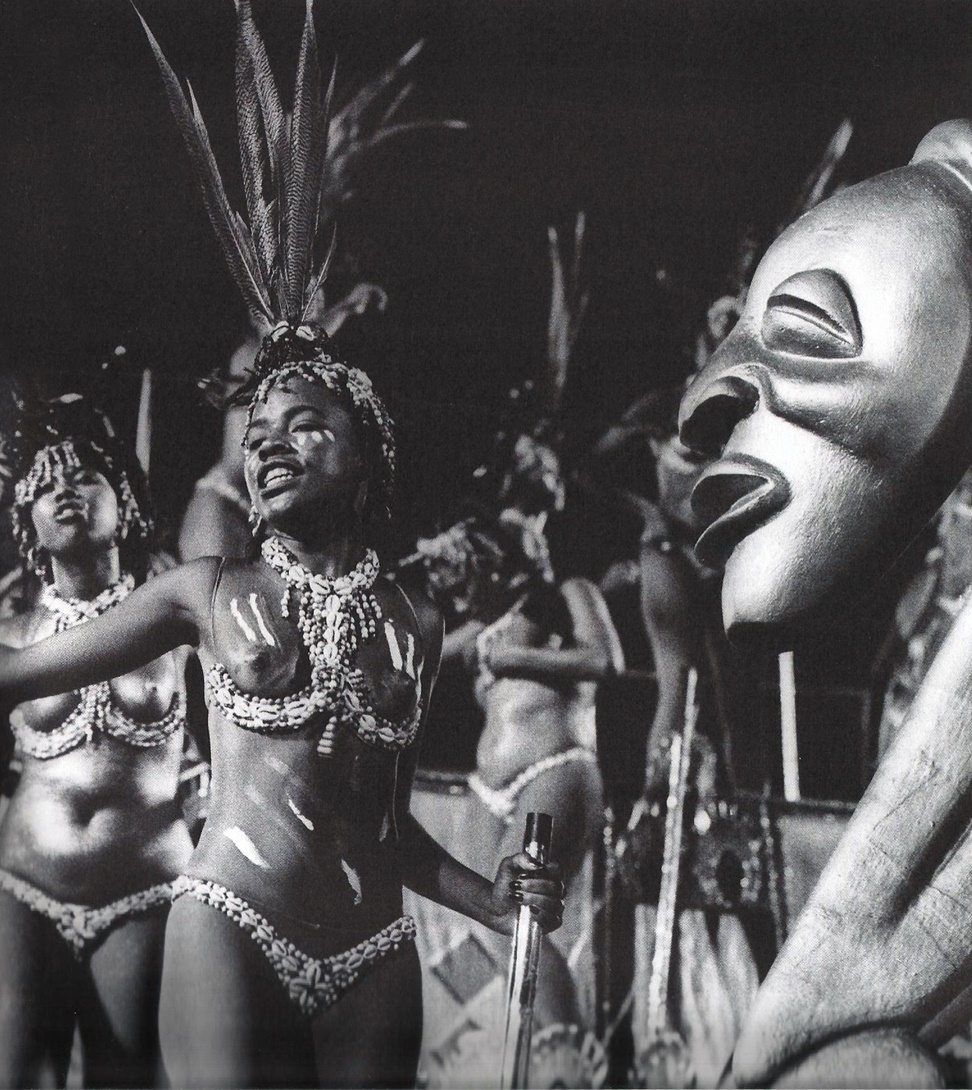
Detalhe do carro abre-alas.

O carro abre-alas tinha sete reproduções da escultura O Pensador, do povo Chokwe, símbolo da cultura nacional angolana. No alto, entre as esculturas, desfilou a destaque de luxo Diva de Jesus, representando a Rainha Ginga, reinante do Reino do Dongo entre 1624 e 1626 e fundadora e rainha do Reino da Matamba. Outras dezesseis mulheres negras desfilaram na alegoria, representando guerreiras africanas. A seguir, desfilou uma ala representando reis e rainhas africanas seguida de uma alegoria decorada com peças de artesanato confeccionadas em palha e destaques de luxo, entre eles, Eni Vidal representando "Mãe África" e Marcus como "Templo dos Orixás". Ainda na alegoria, uma escultura de Zumbi dos Palmares se fundindo com uma árvore. Uma ala de trabalhadores do barracão da escola desfilou com túnicas africanas estampadas. Após outra ala representando africanos, desfilou um casal de mestre-sala e porta-bandeira da escola mirim Império do Futuro, Wagner e Lúcia Helena, com fantasias de palha e estampa de pele de zebra. Logo depois, desfilou uma ala de mulheres jongueiras, vestindo blusas brancas e saias floridas, e homens capoeiristas, com calças brancas e sem camisas. Essa ala também teve a participação de integrantes do Império do Futuro, escola mirim do Império Serrano.

Ala das Mamuílas no desfile da Vila.

A ala de crianças da Vila desfilou vestindo túnicas estampadas e chapéu de contas vermelhas e plumas brancas. Em seguida desfilou uma alegoria sem componentes, toda forrada em tecido branco, com esculturas de orixás com pintura imitando bronze. Um dos destaques do desfile foi a ala das Mamuílas, com mulheres negras que desfilaram de seios nus, com colares de contas, representando um grupo étnico característico da região de Lubango, capital de Huíla, em Angola. A seguir, desfilaram mulheres com túnicas estampadas, representando as Bessanganas da Ilha de Luanda, que, ao contrário das Mamuílas, andam com o corpo todo coberto.

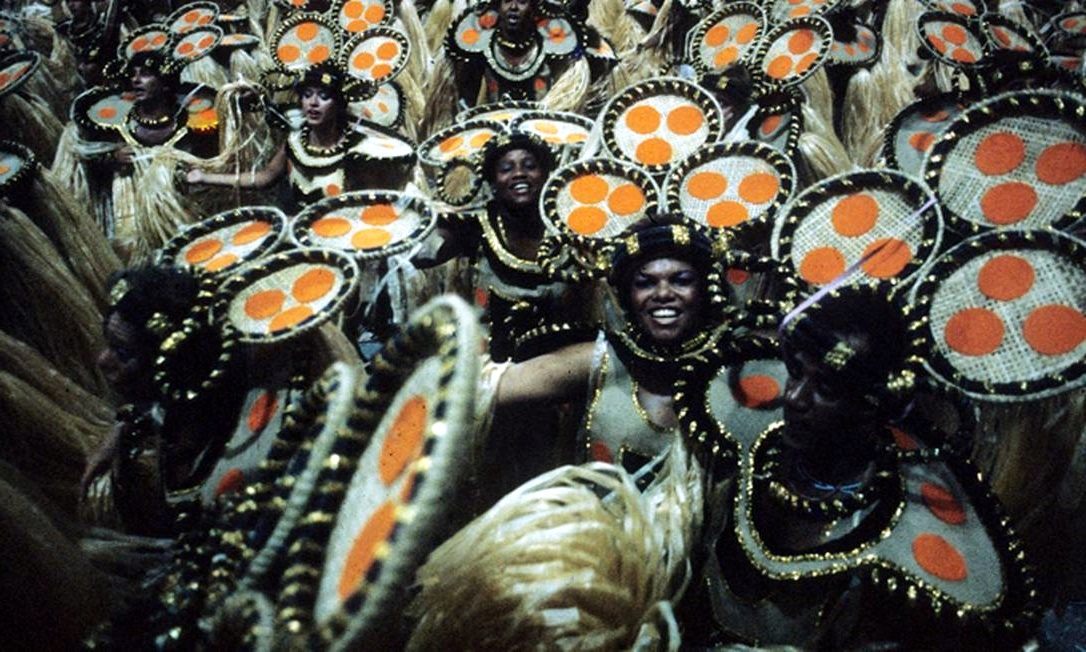
Pouco brilho, muita palha, ráfia e sisal nas alas do setor africano.

Logo depois, desfilaram alas com fantasias simulando peles de animais, em referência a outros grupos étnicos da África. Estreando como primeiro casal de mestre-sala e porta-bandeira da escola, Carlinhos Brilhante e Mariazinha desfilaram com fantasias adornadas de plumas brancas. Até o ano anterior, os dois formavam o segundo casal da escola, sendo promovidos após a saída de Peninha e Adriane. Atrás do primeiro casal, passaram dois tripés com bustos de uma Mamuíla e da Escrava Anastácia em forma de caricatura. Os 320 ritmistas da bateria, comandados por Mestre Mug, desfilaram com túnicas estampadas em azul e verde e chapéus adornados com conchas, contas e plumas azuis. Watusi de Castro foi a rainha de bateria. A primeira parte do desfile foi encerrada por uma alegoria simbolizando a África. O carro, decorado com ráfia e estampas imitando pele de zebra, tinha onze mulheres negras, além da destaque de luxo Maria Teresa de Aquino.
"O Kilombo"

Imagem do setor do "Kilombo" com destaque para a alegoria com a presença de Antônio Pompeo, Zezé Motta e Antônio Pitanga.

A segunda parte do desfile abordou a "democracia racial dos quilombos". Abrindo o setor, desfilou uma ala representando indígenas, com fantasias de penas azuis e brancas. No meio da ala, um tripé com o destaque de luxo Carlos Fernandes, representando um indígena. Após mais uma ala coreografada, representando escravizados, desfilou uma alegoria com ocas de palha, simbolizando o Quilombo dos Palmares. O carro foi decorado com folhas de palmeiras recolhidas no Aterro do Flamengo e, posteriormente, pintadas. Atores do filme Quilombo (1984) do cineasta Cacá Diegues, desfilaram no carro alegórico representando os personagens do filme. No alto da alegoria, Antônio Pompeo representou Zumbi dos Palmares. Na parte de baixo, Zezé Motta representou Dandara dos Palmares; Antônio Pitanga desfilou como Ganga Zumba; e Maria Padilha como a cortesã Ana de Ferro, que no filme foi interpretada por Vera Fischer. Após a alegoria, desfilaram mais três tripés com destaques de luxo em cima: Marco Antônio e Márcia Carrilho com fantasias simbolizando a raça negra; e Rubinho representando a raça branca. A seguir, o desfile remeteu ao pintor francês Jean-Baptiste Debret, que integrou a Missão Artística Francesa no Brasil, retratando cenários, personagens e situações do cotidiano da cidade do Rio de Janeiro no início do século XIX. Uma ala com fantasias de vendedores de flores, desfilou entre dois elementos cenográficos, também em referência aos vendedores de flores pintados por Debret.
"O Folclore"
A terceira parte do desfile foi dedicada à influência dos negros no folclore brasileiro. Abrindo o setor, desfilaram alas com reproduções de pombas brancas, simbolizando a Festa do Divino Espírito Santo. A seguir desfilou uma alegoria sobre o Maracatu, ritmo musical, dança e ritual de sincretismo religioso com origem no estado de Pernambuco. Ex-presidente da Vila, Pildes Pereira desfilou na alegoria como destaque de luxo, com fantasia representando a "Rainha do Maracatu". Esculturas de elefantes decoravam o carro em alusão ao Maracatu Elefante. Encerrando a terceira parte do desfile, desfilou uma alegoria sobre o Bumba Meu Boi, festa do folclore popular brasileiro realizada em diversas cidades, especialmente nas regiões Norte e Nordeste.
"Kizomba"

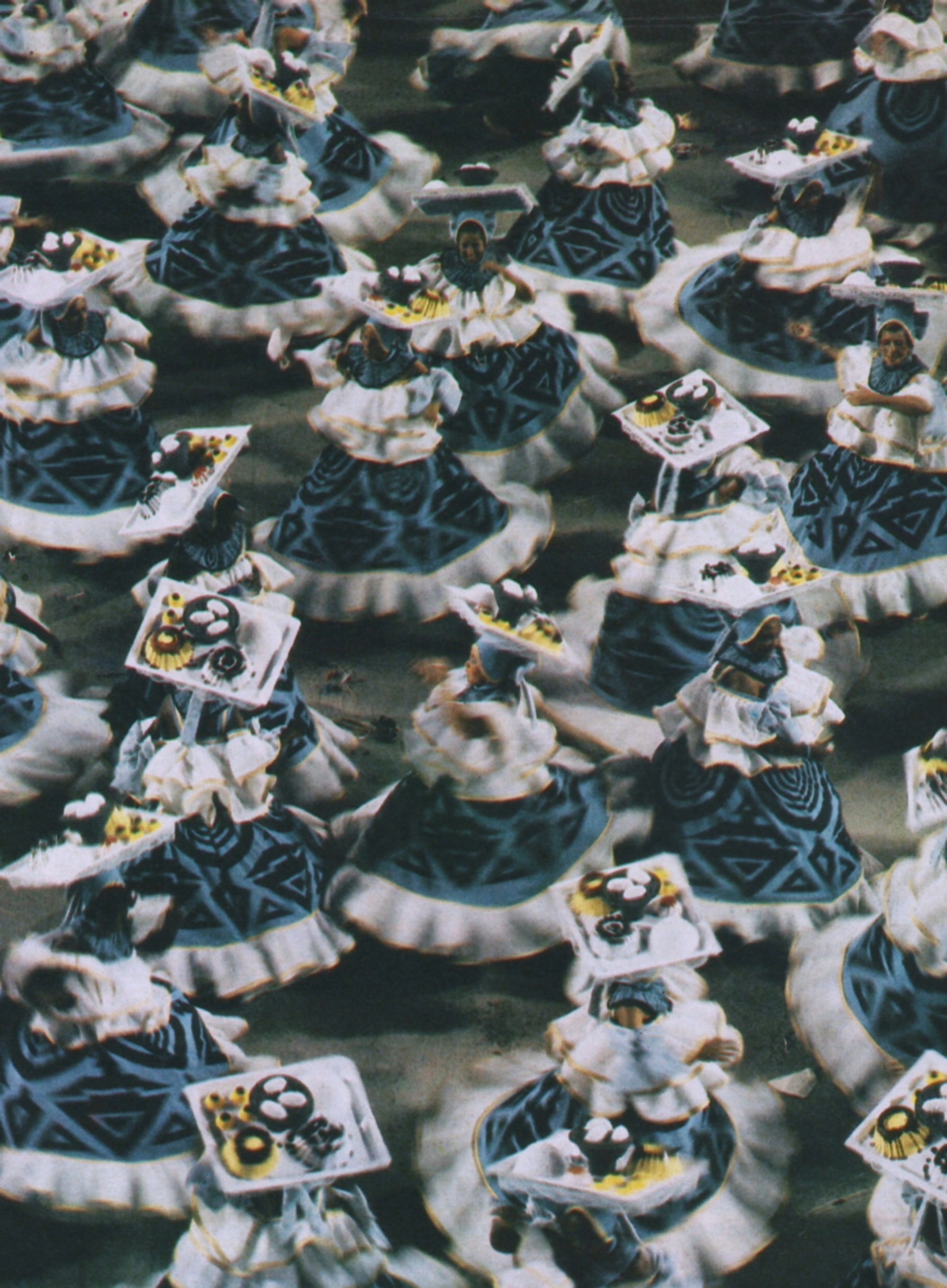
Ala de Baianas do desfile com fantasias de quituteiras.

A última parte do desfile foi a "kizomba", termo dado para a celebração da cultura afro que "congraça gente de todas as raças", conforme diz a letra do samba-enredo. O setor teve a participação de diversos grupos folclóricos do Brasil e da África: Quimbanda de Angola; Ilê Aiyê; Filhos de Gandhy; Agbara Dudu; Olorum Baba Mi; e Filhos de Dã. Entre os grupos desfilaram a alegoria "Sacerdote" e o tripé "Lua de Luanda". Em seguida, desfilou o segundo casal de mestre-sala e porta-bandeira da Vila, Bira e Tuca, com fantasias adornadas com plumas brancas. A ala de baianas da escola desfilou com fantasia de quituteiras, com saia azul estampada com formas geométricas pretas e chapéu na forma de um tabuleiro com quitutes. Após as baianas passou um tripé com uma caricatura do busto de Clementina de Jesus, cantora brasileira morta em 1987. Outro destaque do desfile foi um banquete popular, com comida de verdade, montado sobre uma grande mesa. O ajeum, cantado no samba-enredo, é uma palavra de origem iorubá que significa "comer junto". Nas religiões de matrizes africanas, é a comida consumida no âmbito sagrado dos terreiros. A refeição do desfile foi preparada por Filomena, uma cozinheira do Morro dos Macacos, comunidade da escola. O cardápio reuniu pratos de origem afro, como feijoada, bobó de camarão, xinxim, acarajé, galinha à cabidela. A mesa foi enfeitada com frutas e flores naturais. A comida foi consumida pelos componentes da escola ao longo do desfile. A ala que passou em volta da mesa, reuniu artistas e intelectuais, inclusive de outras escolas de samba, como Neguinho da Beija-Flor e os mangueirenses Alcione, Milton Gonçalves e Emílio Santiago; além de Rildo Hora, Nei Lopes, Helena Theodoro, Lygia Santos, Vera Fischer e os integrantes do grupo Fundo de Quintal. Em seguida desfilou uma ala de componentes vestindo túnicas brancas com a inscrição "Abaixo o Apartheid".

Painéis com lideranças antirracistas.

Um dos momentos mais lembrados do desfile foram os painéis com pinturas dos rostos de sete líderes da luta antirracista. Estavam representados:
- Nelson Mandela - Líder revolucionário sul-africano que na época estava preso por lutar contra o Apartheid.
- Martin Luther King Jr. -  Pastor batista, ativista político estadunidense, e líder do movimento dos direitos civis nos Estados Unidos.
- Samora Moisés Machel - Militar moçambicano que liderou a Guerra da Independência de Moçambique e foi o primeiro presidente do país após a sua independência.
- Malcolm X - Ativista dos direitos humanos, ministro muçulmano e defensor do Nacionalismo Negro nos Estados Unidos.
- Amílcar Cabral - Fundador do Partido Africano para a Independência da Guiné e Cabo Verde, do Movimento Popular de Libertação de Angola e da Conferência das Organizações Nacionalistas das Colónias Portuguesas.
- Winnie Mandela - Ativista política sul-africana e esposa de Nelson Mandela, enquanto ele estava preso.
- Agostinho Neto - médico, escritor e político angolano. Presidente do Movimento Popular de Libertação de Angola e primeiro Presidente do país.

A penúltima ala do desfile foi formada por capoeiristas. O desfile foi encerrado por uma ala coreografada com sessenta passistas do grupo Show Esnobação.

## Recepção dos especialistas

Capa do jornal O Globo, na quarta-feira de cinzas de 1988, apontando o favoritismo da Vila. À esquerda uma imagem do desfile, com destaque para o carro do quilombo. Ao lado, uma imagem menor do desfile da Mangueira, também apontada entre as favoritas.

O desfile foi aclamado por especialistas, que apontaram a Vila entre as favoritas ao título de campeã. A capa do jornal O Globo na quarta-feira de carnaval estampou a manchete: "Vila, a favorita do povo, ganha cinco Estandartes" ao lado de uma grande foto do desfile da agremiação. No mesmo dia, a capa do Jornal do Brasil também estampou uma imagem do desfile da Vila, com a manchete "Seis escolas dividem a preferência do público", destacando que a Vila "levantou as arquibancadas". Na transmissão do desfile pela TV Globo, todos os comentaristas elogiaram a apresentação, dando nota máxima nos quesitos. A Vila terminou em primeiro lugar no júri da Globo, empatada com Estácio e Tradição, ambas com pontuação máxima.
Com a manchete "Vila Isabel sai da avenida para entrar na História", João Luiz de Albuquerque, do jornal O Globo, escreveu: "Quem não viu, bem feito, vai passar o resto da vida ouvindo falar do sublime momento em que Martinho da Vila foi reconhecido e aclamado pelo próprio povo como um dos seus poetas maiores. Seu enredo tornou-se o símbolo maior do centenário da Abolição. Emoção, palavra tão gasta e abusada, recuperou toda a sua forma quando a Comissão de Frente da Vila adentrou a pista. [...] A verdadeira emoção foi tomando conta das arquibancadas, cadeiras de pista, camarotes, de tudo e de todos por onde passava a Kizomba de Martinho da Vila, da escola da terra de Noel [...] Na madrugada daquela terça-feira de carnaval, a sabedoria da raça negra nos deu algumas boas lições. Usando apenas suas cores tradicionais, suas roupas, enfeites de belíssima simplicidade, ignorou plumas artificiais, pedrarias em excesso, falsos brilhos dos paetês e fez o carnaval mais bonito de 1988 [...] Depois desta Kizomba, o desfile das escolas de samba nunca mais será o mesmo".
Alexandre Medeiros, do Jornal do Brasil, escreveu que "A escola de Noel e Martinho ousou. Para mostrar o que é Kizomba, a Vila abriu mão do brilho dos espelhos, dos lamês e paetês. Veio cheia de panos coloridos e foscos, muita palha, plumas, plásticos e papel. Uma grande festa de cores. E se Kizomba é a festa da raça negra, não faltaram negros na escola. Havia alas só com negros, com pouca roupa, e a sensação que se tinha era a de se estar no meio de uma tribo africana [...] No ano passado (1987), a Vila era uma das favoritas, mas não passou de um modesto quinto lugar no gosto dos jurados. Este ano (1988) saiu da pista mais favorita ainda, mas depende do gosto dos jurados para ser campeã. Não será favor nenhum. Desfilou como campeã".
Ao jornal O Dia, Sérgio Cabral escreveu que "a Vila conseguiu produzir beleza com um tipo de fantasia e alegoria alternativo. Sem brilho, sem luxo, sem riqueza. Mas as alegorias e fantasias estavam inegavelmente bonitas [...] Com enredo, samba, alegorias e fantasias, o êxito nos demais quesitos foi consequência. A Comissão de Frente foi perfeita. O mestre-sala e a porta-bandeira dançaram com paixão e arte. A escola teve harmonia, apresentou boa evolução, a bateria esteve maravilhosa e o conjunto acabou fantástico. A escola teve garra, talento e alegria". Também para O Dia, Maria Helena Dutra escreveu que "a Vila Isabel desfilou exibindo, finalmente, depois de anos de hesitação, uma personalidade definida. Negra, orgulhosa, com enredo consequente e belo na simplicidade de suas fantasias. Talvez por economia, mas muito por ideologia, sua comissão de carnaval aboliu todos os adereços de mão. E tivemos, graças a Deus, a única apresentação deste ano com o samba realmente no pé. Será uma terrível injustiça se outra vez não ganhar".
Francisco Duarte, do jornal Última Hora, escreveu que "a Vila Isabel fez um desfile alegre, simples e colorido. Algo surpreendente porque foi todo feito com muito contraste (tão ao gosto africano) e muita criatividade (própria da raça). Todo plasmado nas modas e costumes africanos [...] foi a mais linda festa popular que o Sambódromo viu nos últimos anos". A revista Fatos & Fotos publicou que "a Vila Isabel, unidíssima, deu de goleada. Sem patronos e sem muito dinheiro, a escola partiu pra mostrar que o negro é lindo, e conseguiu. Com seu samba, a Vila saiu do luxo tipo Las Vegas e arrancou gritos de 'já ganhou' à medida que passava. Praticamente toda a escola merece destaque [...] sem frescura e caprichando no quimbundo, a partir deste carnaval os patrocinadores e carnavalescos terão que reformular seus conceitos sobre os desfiles de samba".
Os jurados do prêmio Estandarte de Ouro elogiaram o desfile. Para Carlos Lemos, a Vila "fez um desfile deslumbrante, lançando mão de um tema que de modo geral sensibiliza e toca todos os brasileiros e apresentando-o muito bem na avenida". José Carlos Rego apontou que "a escola se reencontrou consigo mesma e transformou-se em milagre carioca depois de um ano muito difícil. Credite-se grande parcela disso à qualidade de seu samba-enredo [...] Fez um carnaval com o perfil próprio da Vila Isabel e acreditou no seu potencial, na sua promessa de desfile. Daí seu merecido sucesso". Albino Pinheiro destacou que a Vila "provou, pela primeira vez, que se pode fazer um desfile apoiado na comunidade ligada à escola, sem depender de eventual patrono". Segundo Helena Teodoro, "a Vila fez uma inovação em matéria de desfile quando resolveu apresentar alguma coisa sem ligação com brilhos e paetês. Uma 'zebra' na exibição das escolas, mas principalmente uma consciência, não vista há muitos anos, da participação de cada componente no enredo e da importância de cada um no todo". Para Ricardo Moraes, "a Vila foi orgulhosa na passarela e não fez concessões nem ao merchandising. Seu orgulho foi mais longe, mostrando sua proposta com um desfile de pé no chão e provando que o tema fora assumido por toda a comunidade".

## Premiações
"Mostramos bom gosto, originalidade e, acima de tudo, muita garra [...] A união do povo de Vila Isabel foi fundamental. Com a garra que nós apresentamos, a vitória já era esperada".

— Ruça, presidente da Vila, sobre o prêmio Estandarte de Ouro de melhor escola.
A Vila Isabel foi a agremiação mais premiada do Estandarte de Ouro de 1988, recebendo cinco prêmios, incluindo o principal, de melhor escola. Abaixo, as premiações recebidas:
1. Melhor Escola
2. Melhor Samba-enredo
3. Melhor Enredo
4. Melhor Bateria
5. Melhor Ala de Crianças

## Julgamento oficial

Capa do Jornal do Brasil em 18 de fevereiro de 1988 anunciando a vitória da Vila com a manchete: "Não deu outra. Preferida entre as favoritas, a Vila Isabel conquista o seu primeiro campeonato". Em destaque, uma imagem de Ruça e Martinho da Vila na comemoração do título no Morro dos Macacos.

Aos 41 anos de existência, a Vila Isabel conquistou seu primeiro título de campeã na elite do carnaval carioca. A leitura das notas foi realizada a partir das 15 horas da quarta-feira de cinzas, dia 17 de fevereiro de 1988, no Maracanãzinho. A apuração teve clima tenso, com brigas entre torcedores da Mangueira, que tentava um tricampeonato consecutivo, e da Vila Isabel. Apontadas como favoritas, as duas escolas lideraram, empatadas, boa parte da apuração. No antepenúltimo quesito, Comissão de Frente, a Mangueira perdeu um ponto e a Vila Isabel assumiu a liderança isolada, onde permaneceu até o final. Dos quarenta julgadores do carnaval, apenas seis não deram nota máxima para a escola, sendo que, dessas seis notas, cinco foram descartadas, seguindo o regulamento do concurso, que determinava o descarte da menor e da maior nota de cada quesito. Com isso, a escola perdeu apenas um décimo, no quesito Alegorias e Adereços, somando 224 pontos contra 223 da vice-campeã, Mangueira. A nota mais baixa recebida pela Vila foi oito em Alegorias, descartada por ser a menor do quesito. O arquiteto Flavio Marinho Rego justificou a nota dizendo que as alegorias da escola "não estavam integradas". Abaixo, as notas recebidas pelo desfile da Vila Isabel:
| Legenda: S Nota descartada J1 Julgador 1 J2 Julgador 2 J3 Julgador 3 J4 Julgador 4 |

|         |         |         |         |              |              |              |              |          |          |          |          |          |          |          |          |          |          |          |          |        |        |        |        |           |           |           |           |                    |                    |                    |                    |                              |                              |                              |                              |                      |                      |                      |                      | Bon. | Total |
| Bateria | Bateria | Bateria | Bateria | Samba-Enredo | Samba-Enredo | Samba-Enredo | Samba-Enredo | Harmonia | Harmonia | Harmonia | Harmonia | Evolução | Evolução | Evolução | Evolução | Conjunto | Conjunto | Conjunto | Conjunto | Enredo | Enredo | Enredo | Enredo | Fantasias | Fantasias | Fantasias | Fantasias | Comissão de Frente | Comissão de Frente | Comissão de Frente | Comissão de Frente | Mestre-Sala e Porta-Bandeira | Mestre-Sala e Porta-Bandeira | Mestre-Sala e Porta-Bandeira | Mestre-Sala e Porta-Bandeira | Alegorias e Adereços | Alegorias e Adereços | Alegorias e Adereços | Alegorias e Adereços | Bon. | Total |
| J1      | J2      | J3      | J4      | J1           | J2           | J3           | J4           | J1       | J2       | J3       | J4       | J1       | J2       | J3       | J4       | J1       | J2       | J3       | J4       | J1     | J2     | J3     | J4     | J1        | J2        | J3        | J4        | J1                 | J2                 | J3                 | J4                 | J1                           | J2                           | J3                           | J4                           | J1                   | J2                   | J3                   | J4                   | Bon. | Total |
| 10      | 9       | 10      | 10      | 10           | 10           | 10           | 10           | 9        | 10       | 10       | 10       | 10       | 10       | 10       | 10       | 10       | 10       | 9        | 10       | 10     | 10     | 10     | 10     | 10        | 10        | 10        | 10        | 10                 | 9                  | 10                 | 10                 | 10                           | 10                           | 10                           | 10                           | 9                    | 10                   | 10                   | 8                    | 10   | 224   |

## Repercussão da vitória
"Parabéns pela merecida vitória. A Vila Isabel soube, com muita garra e através da união solidária de sua comunidade, vencer os momentos difíceis e exaltar de forma brilhante e original a cultura da raça negra, orgulho do nosso país".

— Telegrama do governador Moreira Franco parabenizando a vitória da Vila.
O então presidente do Brasil, José Sarney, enviou um telegrama para Ruça, cumprimentando-a pela conquista, destacando que "a simplicidade é uma força e dela nasce a fonte da beleza". O então Governador do Rio de Janeiro, Moreira Franco, também enviou um telegrama parabenizando a escola pela vitória. Ao jornal O Dia, Haroldo Costa escreveu que "foi uma vitória sobre a qual não houve a menor dúvida. Finalmente fez-se justiça a uma escola que se impôs motivada apenas pelas próprias forças, pelo potencial de sua gente e a confiança em um enredo original e magistralmente exposto [...] Foi surpreendente. Ainda mais quando se sabe das condições adversas em que a Vila preparou esse carnaval. Sem quadra, quase sem dinheiro, sem patrono. Com o desfile, onde a emoção foi o componente maior, a escola foi irrepreensível na harmonia, na evolução, na singeleza das fantasias e com um samba de primeira grandeza".
Cerca de trinta mil pessoas lotaram o cruzamento do Boulevard 28 de Setembro com a Rua Visconde de Abaeté para comemorar a vitória da Vila. Torcedores mangueirenses culparam Martinho da Vila pela perda de um ponto no quesito Comissão de Frente. O compositor não desfilou na Comissão da Mangueira como estava programado, mas a julgadora Fernanda Moro declarou que tirou um ponto da Comissão mangueirense porque ela "se desarrumou" na sua frente; enquanto Marilda Fonseca disse que tirou um ponto por falta de criatividade; desfazendo a impressão de que Martinho teria prejudicado a Mangueira.

## Desfile das Campeãs cancelado
A Vila encerraria o Desfile das Campeãs, que estava marcado para o dia 20 de fevereiro, mas não foi realizado devido a uma tempestade que deixou o Rio de Janeiro em estado de calamidade pública, na véspera da festa. 273 pessoas morreram no Estado do Rio, sendo 78 na capital. À princípio, o desfile foi adiado para o sábado da semana seguinte, mas depois foi cancelado em definitivo devido ao luto pela tragédia.

## Reconhecimento
O desfile é comumente listado entre os melhores da história do carnaval. Pesquisadores como Ricardo Cravo Albin e Sérgio Cabral elegem "Kizomba" como o melhor desfile de todos os tempos. Em 2009, o jornalista Leonardo Bruno classificou o desfile entre os cinco melhores desde a inauguração do Sambódromo, em 1984. O samba-enredo do desfile também é comumente listado entre os melhores da história do carnaval. O samba é tema de um dos capítulos do livro O Enredo do Meu Samba (2015), do jornalista Marcelo de Mello, que lista quinze sambas-enredo que fizeram história no carnaval carioca.

## Livro
A história do desfile, desde sua concepção até as comemorações da vitória da escola, é contada no livro A Kizomba da Vila Isabel: Festa da Negritude e do Samba, dos pesquisadores Carlos Fernando Cunha, Nathalia Sarro e Vinícius Natal, lançado em 2024.

## Documentário
Em 2018 o Departamento Cultural da Unidos de Vila Isabel lançou o documentário Kizomba - 30 Anos de Um Grito Negro na Sapucaí, dirigido por Nathalia Sarro. Posteriormente o documentário foi disponibilizado no YouTube.

## Reedições
O desfile teve várias reedições:
- No carnaval carioca de 2013 pela Herdeiros da Vila (escola mirim da Unidos Vila Isabel).[46]
- No carnaval carioca de 2014 pelo Paraíso do Tuiuti na Série A (segunda divisão), conquistando o oitavo lugar.[47]
- No carnaval carioca de 2024 pela Raça Rubro-Negra na Série Bronze (quarta divisão), conquistando o sexto lugar.[48]
- No carnaval de Belo Horizonte de 2025 pelo Canto da Alvorada, que sagrou-se campeã das escolas de samba.[49]

## Monitoramento pelo Exército
A chegada de Ruça, militante do Partido Comunista Brasileiro (PCB) à presidência da Vila Isabel atraiu a atenção do Exército Brasileiro, que monitorou o desfile de 1988. Um relatório do Centro de Informações do Exército (CIE) classificou o desfile como "uma manifestação revolucionária negra contra os brancos". No mesmo documento, o Exército criticou diversos atos realizados pelo país em celebração ao centenário da Abolição da escravatura, dizendo que "Através de distorções da História, utilizando falsas estatísticas e fazendo uso da técnica de Agitação e Propaganda, procuram mobilizar a população por meio de palavras de ordem, buscando criar um ódio que não existe entre brancos e negros brasileiros". Martinho da Vila também foi citado como alguém que "estimulava a luta de negros contra brancos". Ao contrário do entendimento do Exército, tanto o desfile quanto o samba da Vila deixaram explícito que a kizomba é um "evento que congraça gente de todas as raças".

## Pós-vitória
O carnavalesco Milton Siqueira morreu em 9 de outubro de 1988 por complicações em decorrência da AIDS. Nos anos posteriores, a Vila Isabel seguiu apostando em enredos de cunho social. No carnaval de 1989, realizou um desfile sobre os quarenta anos da Declaração Universal dos Direitos Humanos, conquistando o quarto lugar. No carnaval de 1990, com um desfile sobre a Reforma agrária no Brasil, teve muitos problemas, se classificando em décimo segundo lugar, três posições acima da zona de rebaixamento. Ruça deixou a presidência da escola após ser eleita vereadora do Rio de Janeiro pelo Partido Comunista Brasileiro (PCB). Sem patrono e sem quadra, a Vila sofreu por anos com uma crise financeira, obtendo resultados medianos no carnaval, até ser rebaixada em 2000, após 21 anos consecutivos na elite da folia carioca. No carnaval de 2004 a escola venceu a segunda divisão, garantindo seu retorno ao Grupo Especial. A Vila voltaria a ter um patrono em 2005, com a chegada do contraventor Wilson Vieira Alves (Moisés) na presidência da agremiação. No carnaval de 2006 a Vila conquistou seu segundo título na elite do carnaval, desfilando com o enredo "Soy Loco Por Tí, América: A Vila Canta a Latinidade", do carnavalesco Alexandre Louzada. Dois desejos explícitos pela Vila em "Kizomba" foram realizados: o Apartheid chegou ao fim em 1994 e a escola ganhou um lugar para construir sua quadra no início dos anos 2000.